# Луктос
Луктос — река в России, протекает в Нижегородской области. Правый приток реки Варнава.

## География
Река Луктос берёт начало в лесах неподалёку от посёлка Димара. Течёт на север, затем поворачивает на восток. По берегам реки произрастают берёзовые и осиновые леса. Устье реки находится в 30 км по правому берегу реки Варнава. Длина реки составляет 31 км, площадь водосборного бассейна — 191 км².

## Данные водного реестра
По данным государственного водного реестра России относится к Окскому бассейновому округу, водохозяйственный участок реки — Мокша от водомерного поста города Темников и до устья, без реки Цна, речной подбассейн реки — Мокша. Речной бассейн реки — Ока.
Код объекта в государственном водном реестре — 09010200412110000028111.